# 駐ロシア連邦朝鮮民主主義人民共和国大使館
駐ロシア連邦朝鮮民主主義人民共和国大使館（ちゅうろしあれんぽうちょうせんみんしゅしゅぎじんみんきょうわこくたいしかん、ロシア語: Посольство Корейской Народно-Демократической Республики в Российской Федерации、朝鮮語: 로씨야련방주재 조선민주주의인민공화국 대사관）は、ロシア連邦にある朝鮮民主主義人民共和国の外交使節団公館で、モスクワ市ラメンキ地区に位置しており、モスフィリモフスカヤ通りとロモノソフスキー通りの角にある。
駐露大使：申紅哲（シン・ホンチョル）